# Cherokee (Lied)
Cherokee ist ein Jazzstandard, den der britische Musiker und Komponist Ray Noble im Jahre 1938 für seine aus fünf Sätzen bestehende Indian Suite nach seiner Übersiedlung in die Vereinigten Staaten von Amerika komponierte. Das Stück trägt den Untertitel Indian Love Song und ist eine Liebeserklärung an ein Indianermädchen. Noble schrieb auch den Liedtext, der aus einer männlichen Perspektive heraus das Sweet Indian maiden preist.

## Aufbau der Komposition
Das Lied ist in der klassischen Liedform aufgebaut (AABA). Im A-Teil des Stückes beruht die Melodie auf einer „indianischen“ Pentatonik, die mit recht avancierten Harmonien unterlegt ist, während sie im „europäischen“ B-Teil konventionell harmonisch entfaltet wird. Der Rhythmus schlägt das doppelte Tempo an, so dass der Chorus 64 Takte umfasst. Das Stück wurde im Original als Liebeslied in moderatem Tempo gespielt und gesungen.

## Wirkungsgeschichte
Die Indian Suite wurde zunächst von Ray Noble und seinem Orchester eingespielt. Im Jahr 1939 griff der Bandleader und Tenor-Saxophonist Charlie Barnet Cherokee auf; für seine Swing-Band wurde es in neuem Arrangement von Billy May zu einem kommerziellen Erfolg (Nr. 15 der Pop-Charts) und wurde in der Folge in veränderter Form (als Redskin Rhumba) zu ihrer Erkennungsmelodie. Als Jazz-Song bekannt wurde Cherokee auch durch Aufnahmen der Bigbands von Count Basie und Duke Ellington, später aber auch von Lionel Hampton und Stan Kenton.
Die gefällige Swing-Version ging damit aber nicht unter. 1946 interpretierte Peggy Lee das Stück in dem Film Jasper in a Jam, 1959 bildete es den musikalischen Höhepunkt in dem Film The Gene Krupa Story. Auch Sarah Vaughan hat das Stück häufig gesungen (erste Aufnahme 1955).
Kurt Henkels spielte mit dem Tanzorchester des Senders Leipzig Werner Baumgarts Arrangement im Stil des Progressive Jazz ein, das international Aufmerksamkeit erregte. Viele Musiker des Bebop und Neobop veröffentlichten das Stück immer wieder; berühmt wurden die Aufnahmen von Clifford Brown und Freddie Hubbard. Eine sehr schöne Saxophon-Coda enthält die Version von Don Byas (1961). Auf der CD I Remember Clifford von Arturo Sandoval aus dem Jahre 1992 gibt es zusammen mit dem Saxophonisten Ernie Watts eine Version mit einem Tempo von 320 Schlägen pro Minute. Wynton Marsalis leuchtete das Stück auf seinem Album Standard Time Vol. 1 in zwei sehr verschiedenen Versionen aus.

### Funktion als Bebop Head
Anfang der 1940er Jahre entdeckte Charlie Parker das Stück und spielte es häufig wegen seiner interessanten Harmonien. In der Stilistik des Bebop wurde das Stück aber weitaus schneller gespielt. Schließlich legte Parker eine neue Melodie über die nur leicht modifizierten Harmonien und nannte das Stück Ko Ko. Er spielte es 1945 mit Dizzy Gillespie ein, da sein damals regulärer Trompeter Miles Davis sich weigerte, das Stück mit seiner Geschwindigkeit von mehr als 300 Schlägen pro Minute zu spielen; er „wollte sich nicht blamieren“ (so schrieb er in seiner Autobiographie). Häufig kann man Cherokee/Ko-ko auch heute noch bei Jamsessions hören, wobei das Tempo oft extrem gesteigert wird.
Nicht nur Ko Ko beruht auf den Harmonien von Cherokee, sondern auch Charlie Parkers Stücke Warming Up a Riff und Homecooking. Auch Serge Chaloff (Blue Serge), Donald Byrd (The Injuns), Warne Marsh (Marshmallow), Horace Silver (Hillbilly Bebopper) und Sonny Rollins (B-Quick) nutzen die Harmonien als Ausgangspunkt für ihren bebop head.